# Triumph TR4
La TR4 (Triumph Roadster 4) è stata un'autovettura prodotta dalla Triumph dal 1961 al 1965.
Durante la fase progettuale, il modello aveva come codice interno il nome "Zest". La TR4, che apparteneva alla categoria delle vetture sport, era basata sul telaio e sul gruppo motopropulsore delle precedenti vetture sport appartenenti alla serie TR, di cui raccolse l'eredità. La linea della carrozzeria era però nuova, e venne disegnata da Giovanni Michelotti. La TR4 ebbe il motore installato anteriormente. La trazione era invece posteriore.
La TR4 fu un modello di successo. Durante il periodo in cui fu in produzione, ne vennero infatti prodotti 40.253 esemplari.
Il modello è stato assemblato nel Regno Unito ed in Australia, inoltre sono state assemblate su licenza anche in Italia dalla Ducati Meccanica di Bologna.

## Lo stile ed il corpo vettura
La TR4 aveva una linea che era differente da quella dei precedenti modelli della serie TR. In particolare, furono modificati i finestrini e la coda venne allungata. I modelli antenati possedevano infatti un coda "tronca" con scarso spazio nel bagagliaio. Invece, la TR4 era dotata di un bagagliaio relativamente ampio, perlomeno considerando l'appartenenza del modello alla categoria di vetture sport.

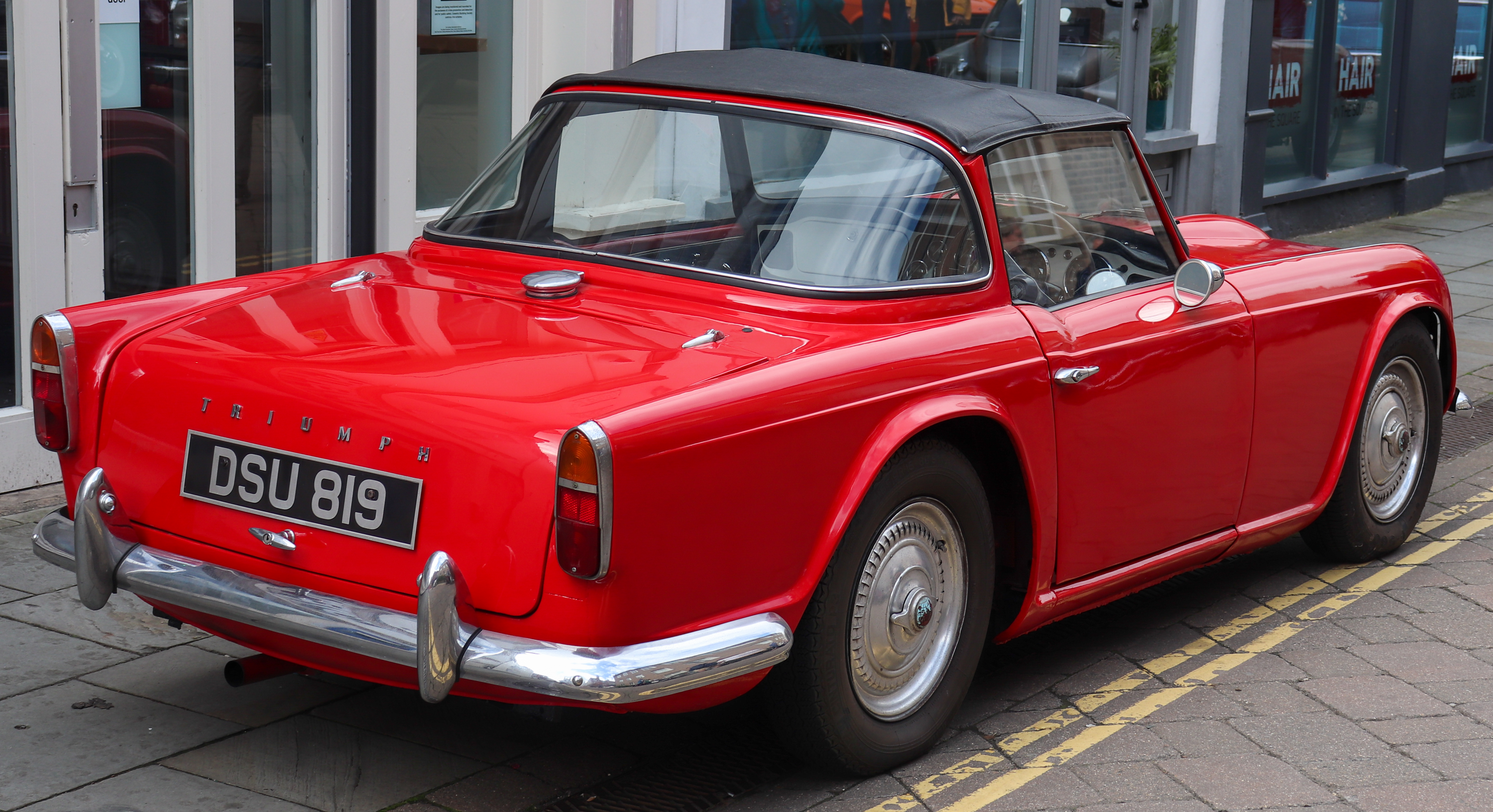
Una Triumph TR4 Surrey Top

Tra l'equipaggiamento installato di serie, per la prima volta su un modello prodotto in grandi volumi, era presente sul cruscotto un avanzato sistema di ventilazione regolabile. Tra le opzioni, era disponibile un innovativo hardtop che era una vera novità per un'auto prodotta in serie; infatti Michelotti aveva disegnato un hardtop che era costituito da una parte posteriore fissa con un ampio lunotto ricurvo e da un tettino centrale amovibile (in lega di alluminio o vinile) chiamato "Surrey Top", denominazione che spesso, erroneamente, veniva usata per definire l'intero hardtop. L'hardtop della TR4 precedette di 5 anni l'analogo dispositivo montato sulle Porsche 911/912 Targa. Il nome "Targa" diede poi l'appellativo a questo tipo di tettuccio.
I finestrini abbassabili furono offerti per ottenere buone vendite negli Stati Uniti, dove il modello era principalmente indirizzato. I concessionari però riportarono le lamentele dei clienti, che non apprezzavano molto la TR4. Per questo motivo la Triumph decise di prolungare la produzione della TR3, dotata però del nuovo motore da 2.2 litri e della nuova scatola del cambio. Questa versione è stata venduta nel 1962 solamente sul mercato nord americano con la denominazione (non ufficiale) di TR3B.

## Caratteristiche tecniche

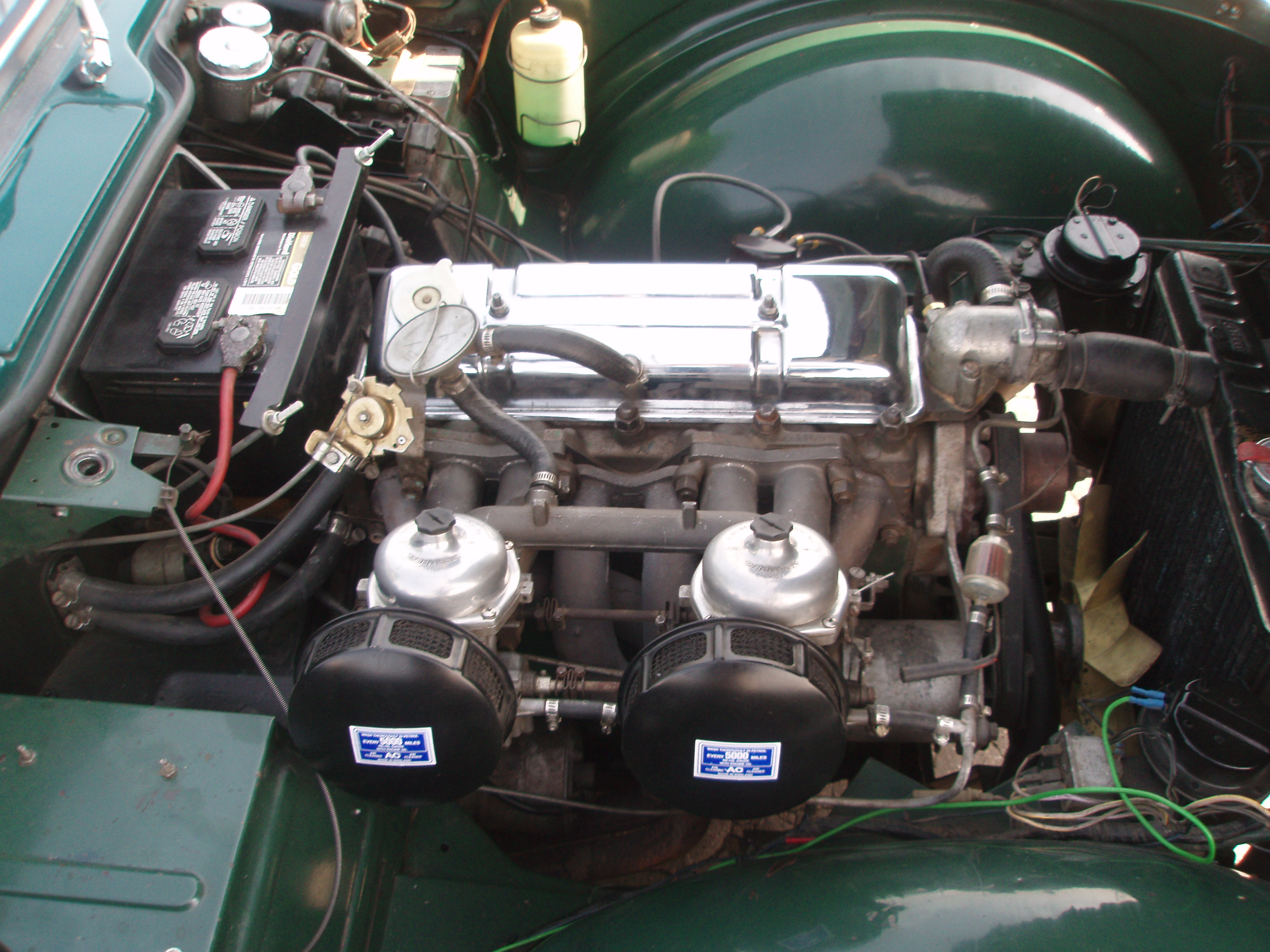
Il motore di una TR4

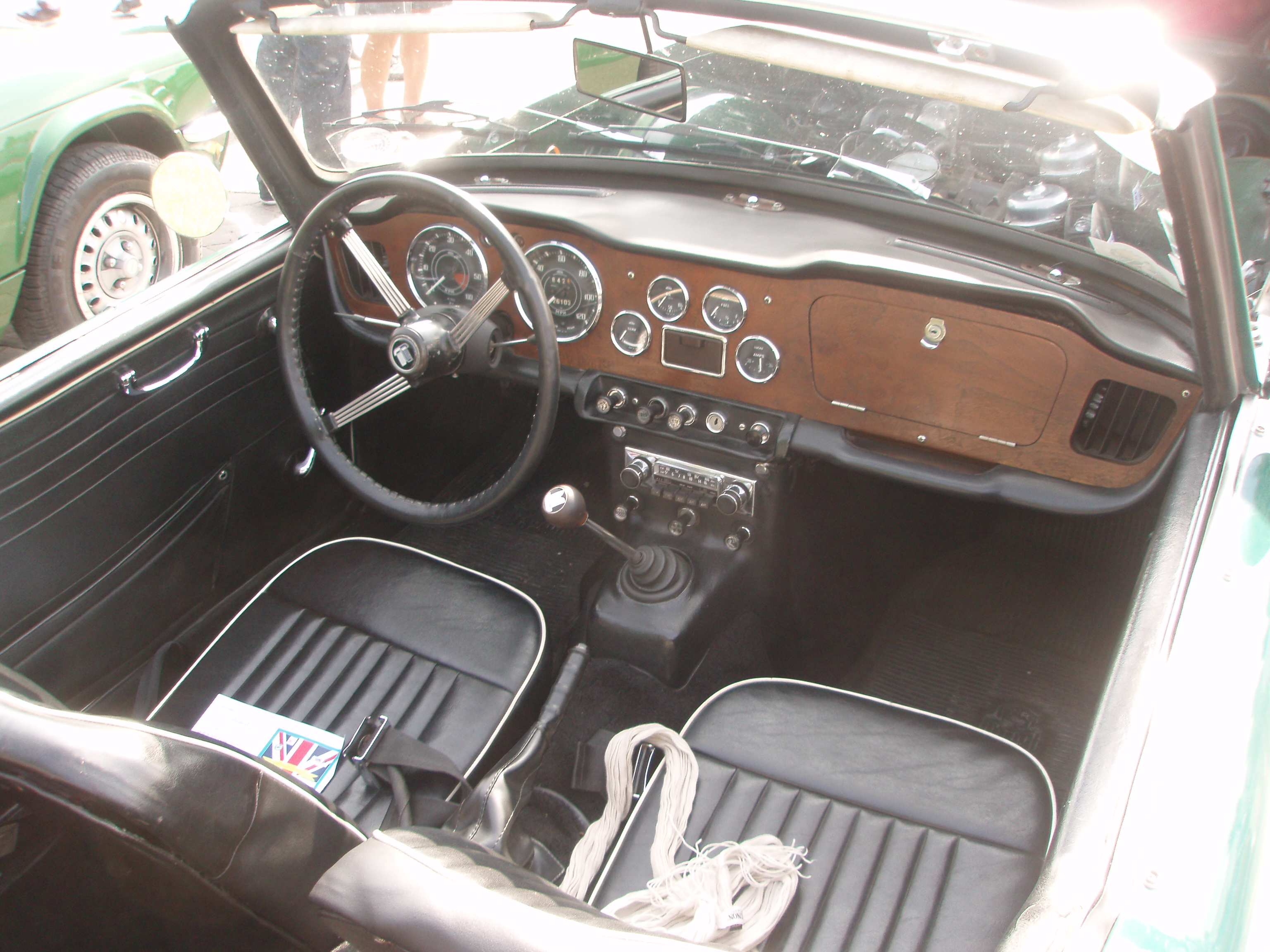
Gli interni di una TR4

Il motore installato sulla TR4 era un quattro cilindri in linea da 2.138 cm³ di cilindrata e valvole in testa che derivava dal propulsore da 1.991 cm³ già montato sulla TR2 e sulla TR3. La nuova cilindrata fu ottenuta grazie all'aumento dell'alesaggio. In seguito, per la TR4A, furono aggiornati anche i collettori e la testata. Di questo motore venne anche prodotta la versione sovralimentata. Il propulsore aspirato erogava 100 CV di potenza, mentre quello sovralimentato sviluppava 200 CV.
Rispetto alla TR3, la carreggiata fu aumentata. Inoltre sulla TR4 fu installato un cambio manuale a quattro rapporti sincronizzati, mentre l'overdrive era disponibile per le tre marce più alte. Lo sterzo era invece a cremagliera.
Di serie la TR4 aveva installato dei cerchioni pieni, ma tra le opzioni erano disponibili delle ruote a raggi. Negli Stati Uniti, furono offerti cerchioni in lega alluminio-magnesio. Gli pneumatici montati più spesso furono quelli a tele incrociate.
La TR4 poteva raggiungere una velocità massima di 180 km/h. Fu in vendita a 1.095 sterline.

## Le competizioni
La TR4 partecipò con successo a diverse competizioni organizzate negli Stati Uniti dallo Sports Car Club of America. In Europa, invece, prese parte a gare come la 12 Ore di Sebring.

## La TR4A
Nel 1965 fu introdotta l'evoluzione della TR4. La TR4A, questo il suo nome, era dotata di sospensioni indipendenti a bracci oscillanti e di un telaio riprogettato. Le differenze estetiche tra la TR4 e la TR4A erano invece minime, e quindi i due modelli erano praticamente indistinguibili. A seguito di una richiesta dei concessionari, il 25% delle TR4A non vennero dotate di sospensioni indipendenti, bensì delle sospensioni ad assale rigido della TR4. Il motore installato era il medesimo della TR4 originale.

## La Dové GTR4

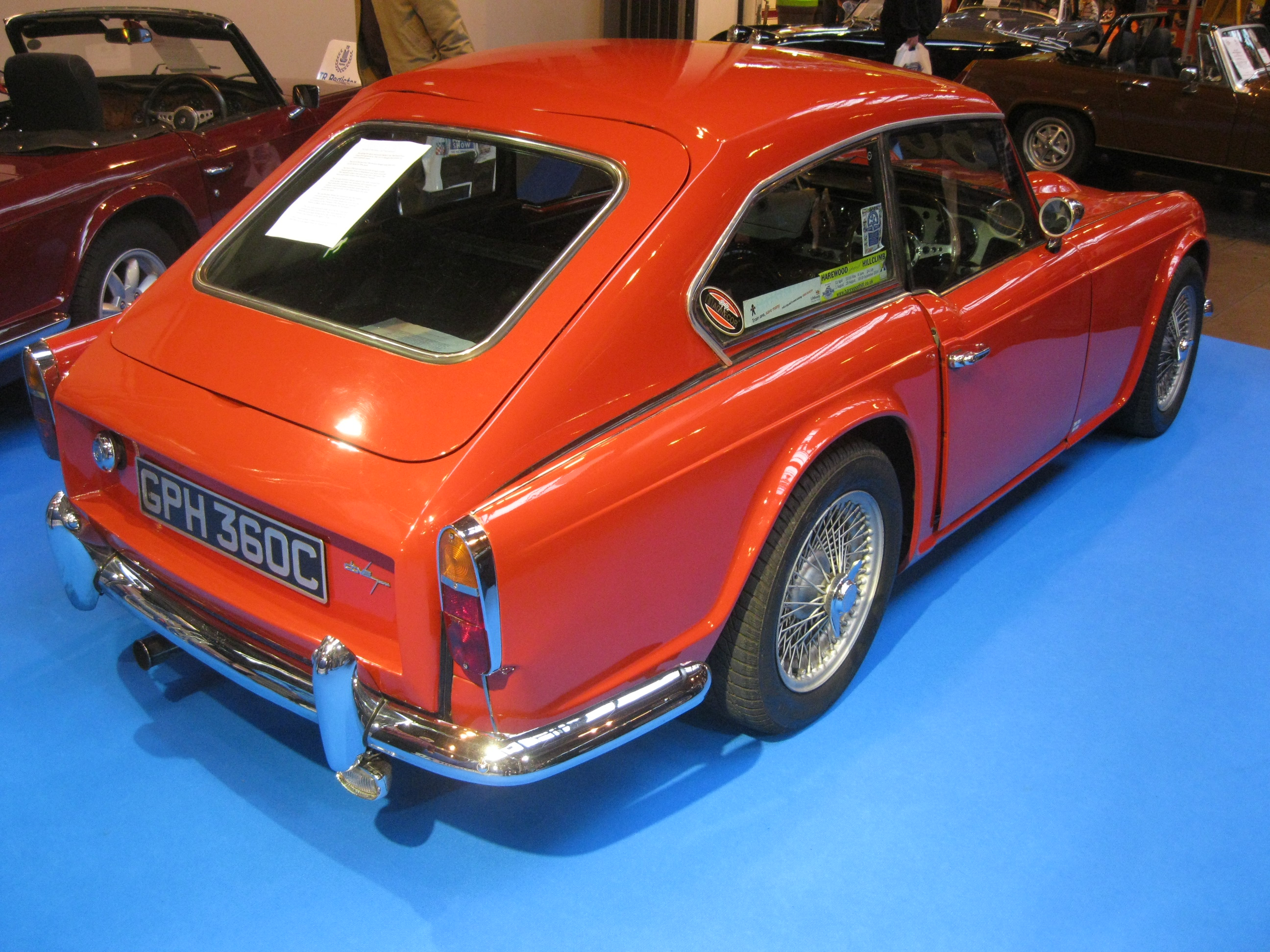
Una Dové GTR4

La versione più rara della TR4 è stata la "Dové GTR4", che era un modello ricarrozzato con corpo vettura coupé. Ne furono realizzati 43 esemplari. Tra le differenze meccaniche, era presente un riscaldatore dell'impianto di raffreddamento che serviva a intiepidire l'acqua in caso di avviamento del motore in condizioni di temperatura rigida. Erano anche presenti differenze nell'equipaggiamento interno.

## Le prestazioni
| Accelerazione         | Tempo  |
| --------------------- | ------ |
| 0 - 30 mph (48 km/h)  | 3,7 s  |
| 0 - 50 mph (80 km/h)  | 8,3 s  |
| 0 - 60 mph (97 km/h)  | 10,7 s |
| 0 - 90 mph (140 km/h) | 20,9 s |

## Cultura di massa
Una TR4 riveste un ruolo centrale nel film Scappamento aperto del 1964.